# Nissl-Färbung

Eine Nissl-gefärbter histologischer sagittaler Schnitt durch das Gehirn eines Vogels zeigt verschiedene Gewebsstrukturen, wie Kleinhirn und Endhirn.

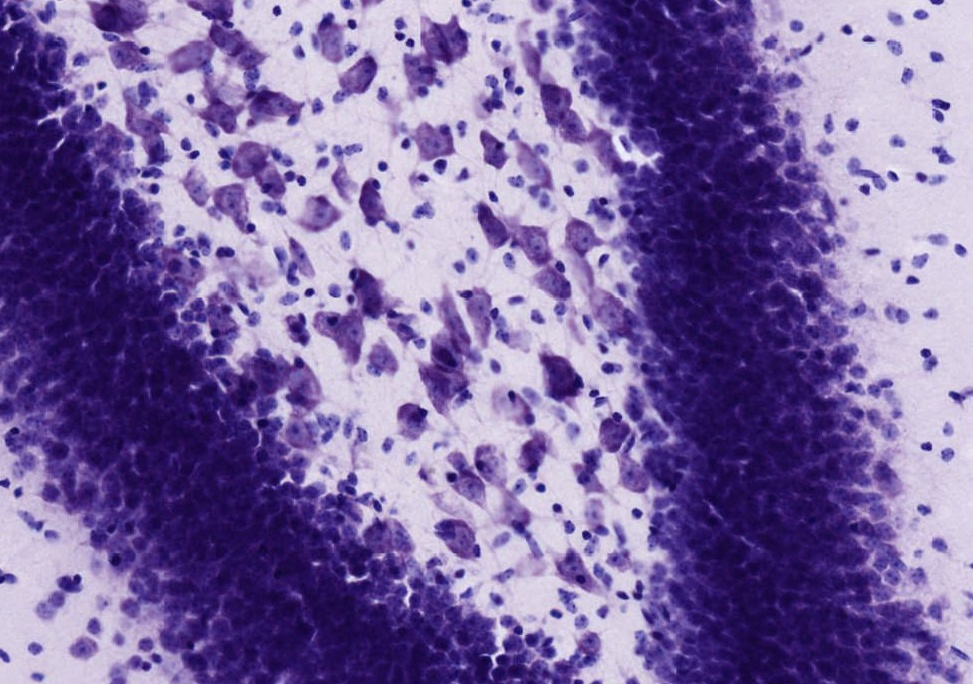
Bei stärkerer Vergrößerung zeigt eine Nissl-gefärbter histologischer Schnitt, hier durch den Hippocampus eines Nagetiers, verschiedene Klassen von Nervenzellen.

Die Nissl-Färbung, benannt nach Franz Nissl, ist eine histologische Färbetechnik, die insbesondere zur Darstellung von Nervengewebe verwendet wird. Dazu werden histologische Schnitte mit einem Farbstoff wie Kresylviolett, Toluidinblau oder Thionin versetzt. Diese Farbstoffe binden sich an basophile Verbindungen wie RNA und DNA und färben daher die Zellkerne und Ribosomen blau oder violett.
Da im Nervengewebe die Ribosomen im Nervenzellkörper konzentrierter als in dessen Fortsätzen (Axon, Dendrit) vorliegen, werden nur die Zellkörper angefärbt. In diesen treten bei der Färbung die so genannten „Nissl-Schollen“ auf, welche dem rauen Endoplasmatischen Retikulum, an das viele Ribosomen angelagert sind, entsprechen.